# Чёрный треугольник
Чёрный треугольник (нем. Schwarzer Winkel) — символ, который во времена национал-социализма использовался для идентификации в концлагерях лиц с асоциальным поведением.

## «Асоциальность» в Третьем рейхе
В отличие от марксистского понятия люмпен-пролетариата в годы национал-социализма в понятие «асоциальность» вкладывался расистский смысл. «Асоциальными» называли лиц, неспособных или не желающих влиться в социальное сообщество. Нацисты также использовали в отношении этой категории лиц термин «чуждые элементы общества» (нем. Gemeinschaftsfremde). Подготовленный нацистами законопроект, однако, не успел вступить в силу из-за падения нацистской Германии.
Расистская идеология постулировала, что общество должно быть очищено от нежелательных асоциальных отбросов и социально бесполезных элементов. К таким лицам причислялись бездомные, попрошайки и цыгане (носившие коричневый треугольник), евреи и лица частично еврейского происхождения (носившие жёлтую звезду), тунеядцы, алкоголики, умственно отсталые, психически больные, пацифисты, проститутки и сутенёры (носившие чёрный треугольник), а также гомосексуалы (носившие розовый треугольник).

## «Уничтожение через работу»
Согласно указу от 14 декабря 1937 г., каждый асоциальный рецидивист должен быть заключён в концентрационный лагерь. Соответствующие решения в отношении конкретной личности должны принимать учреждения охраны и правопорядка. В рамках акции «Избегающие работы» (нем. Arbeitsscheu Reich) весной и летом 1938 г. началась волна арестов. По приказу Гиммлера всякий трудоспособный мужчина, «в отношении которого будет доказано два случая отклонения предложенного ему рабочего места без имеющейся на то веской причины, или который согласится на работу, а затем бросит её через короткий срок», должен быть арестован и направлен в трудовой лагерь.
Более 10 тысяч цыган, евреев и «асоциальных лиц немецкой крови» были направлены в концлагеря, в том числе 6 тысяч направлены в июле 1938 г. в Заксенхаузен. Асоциальные заключённые помечались на одежде чёрными треугольниками. Для цыган позже был введён «собственный» треугольник коричневого цвета.
В сентябре 1942 г. Йозеф Геббельс в докладе рейхсминистру юстиции Отто Тираку разъяснял, что все евреи и цыгане, все отбывшие более 4 лет в лагерях поляки, а также приговорённые к пожизненному заключению чехи и немцы должны быть уничтожены. «Уничтожение через работу (нем. Vernichtung durch Arbeit) — наилучший способ», — констатировал Геббельс.

## Лесбиянки в концентрационных лагерях
В отличие от мужчин-геев, составлявших в концлагерях отдельную группу и носивших «розовый треугольник», лесбиянки не были включены в 175 параграф уголовного кодекса. Однако женщины арестовывались за «антиобщественное поведение», которое включало в себя феминизм, лесбиянство, проституцию. Такие женщины были отмечены «чёрным треугольником». Сегодня чёрный треугольник используется лесбиянками в качестве одного из символов ЛГБТ-движения.